# Jacobo Lobo
Jacobo Lobo es una colección de libros infantiles del autor holandés Paul van Loon para niños y niñas a partir de seis años. La serie narra las aventuras de Jacobo Ruiz, un chico corriente cuya vida cambia por completo cuando una noche de luna llena se transforma durante unas horas en un pequeño lobo de color blanco.
En Holanda, los libros de Jacobo Lobo disfrutan de gran popularidad y han recibido numerosos premios, entre ellos el del Jurado Infantil de 1998. En 2004, la compañía de teatro holandesa Theater Terra realizó un musical basado en el personaje de Jacobo Lobo, el cual fue nominado al John Kraaijkamp Musical Award en la categoría de mejor musical de pequeño formato. La colección se ha traducido a más de diez idiomas, entre los cuales se encuentran el español, el inglés, el alemán, el italiano y el japonés.
En 2010, Grupo SM publicó los cuatro primeros libros de la serie en español, los cuales se presentaron al público durante la Feria del Libro de Madrid de ese mismo año.

## Libros de la colección
1. Cumpleaños lobuno (1996)

Título original: Dolfje Weerwolfje • Editorial: Grupo SM • Primera edición en español: 2010

Jacobo Ruiz es un chico normal y corriente que siempre pasa desapercibido. No es gordo ni flaco, no es alto ni bajo, no es guapo ni feo. Lo único que le distingue de los demás es que lleva gafas. Pero eso no tiene nada de particular. Sin embargo, el día de su séptimo cumpleaños, Jacobo observa horrorizado cómo se  transforma en un extraño lobo al brillo de la luna llena. Al principio cree estar sufriendo una pesadilla. Él quiere volver a ser normal, igual que los demás chicos del colegio. Pero pronto verá que las cosas no son tan sencillas. Él es diferente, y no le quedará más remedio que aceptarlo. Con la ayuda de su amigo Tino y de un hombre misterioso que conoce en el parque, Jacobo irá descubriendo que ser distinto tiene su lado positivo. Sobre todo cuando gracias a su nueva fuerza lobuna impresiona a una chica de su clase, Noura, la cual se acabará convirtiendo en una amiga muy especial.

2. Luna llena (1999)

Título original: Volle maan • Editorial: Grupo SM • Primera edición en español: 2010

En casa de Tino ya se han acostumbrado a que Jacobo se transforme en lobo cada vez que hay luna llena y entre todos se encargan de que nadie descubra su secreto. Todo va de maravilla hasta que Tino se pone malo en el momento más inoportuno y no puede acompañar a su amigo a la acampada del colegio. Jacobo se va solo pensando que no hay ningún peligro, pues no sabe que esa noche hay otra vez luna llena. ¿Qué ocurrirá cuando anochezca? ¿Descubrirá alguien su secreto? Y lo más importante, ¿qué pensará de él su amiga Noura?
3. Diente de Plata (2001)

Título original: Zilvertand • Editorial: Grupo SM • Primera edición en español: 2010

La vida de Jacobo es perfecta: vive con su mejor amigo, el abuelo lobo viene de visita con frecuencia y cada mes, cuando hay luna llena, se va de juerga lobuna con su amiga Noura. Pero todo se vuelve patas arriba cuando un tal Jonás, que dice ser el tío de Jacobo, le obliga a marcharse con él por orden judicial. Pero, ¿quién es en realidad Jonás? ¿No se tratará del terrorífico Diente de Plata? Jacobo se ve envuelto en una aventura espeluznante en la que conocerá al antipático vampiro Valentín y a un zájaro, un extraño animal de instinto asesino. Todo parece indicar que los tres acabarán en manos de un despiadado coleccionista de especies raras. ¿Podrán hacer algo por ayudarles los amigos de Jacobo?
4. El bosque de los Lobos (2004)

Título original: Weerwolvenbos • Editorial: Grupo SM • Primera edición en español: 2010

¡El bosque de los Lobos está en peligro! Un empresario sin escrúpulos pretende talar todos los árboles para construir apartamentos. Jacobo descubre sus planes por casualidad después de una noche de luna llena, y se propone hacer todo lo posible por impedir que el malvado ricachón se salga con la suya. ¿Está solo ante el peligro? ¡No! Todos sus amigos del colegio están ahí para ayudarle, pero no resultará nada fácil salvar el bosque. Antes tendrán que enfrentarse a tres monstruos misteriosos de los que nadie sabe nada, excepto que tienen nombres absurdos: Leñador, Serrador y Peluquero. Y por si fuera poco, Jacobo descubrirá que el bosque de los Lobos esconde muchos secretos, algunos de los cuales ponen la carne de gallina.
5. El trío feroz (2005)

Título original: Boze drieling • Editorial: Grupo SM • Primera edición en español: 2011

La señora Maricastaña ha vuelto al barrio más amable y encantadora que nunca. Todo resulta muy sospechoso. Y esta vez no está sola. Marilegaña y Maritacaña, sus dos hermanas, se traen algo entre manos y Jacobo quiere averigüar de qué se trata. Pero la suerte no está de su lado. Noura, su mejor amiga, está encandilada con el chico nuevo del colegio, un chulito con un pendiente y el pelo largo, y no le hace ni caso. Por si eso fuera poco, Tino se ha enfadado con él y no le dirige la palabra, de modo que Jacobo está solo ante el peligro. Y para terminar de complicar el asunto, el abuelo lobo viene a contarle que Leo ha desaparecido del bosque. Tienen que hacer algo rápidamente, antes de que la señora Maricastaña y sus siniestras hermanas cometan alguna de sus barbaridades.
6. Secretos lobunos (2007)

Título original: Weerwolfgeheimen • Editorial: Grupo SM • Primera edición en español: 2011

¡Vacaciones! Jacobo está con Noura y con toda su familia en los Pirineos, un lugar ideal para dar rienda suelta a sus instintos lobunos. Un noche de luna llena, Jacobo y Noura descubren una vieja casa que parece abandonada y deciden investigar. Pero entonces resulta que el caserón está habitado por unos misteriosos huérfanos y una señorona con muy malas pulgas. ¿Y por qué se oyen voces lúgubres por el bosque? ¿Quién es el vampiro Armando? Buscando respuesta a estas preguntas, Jacobo y Noura van enredándose en trampas cada vez más perversas hasta poner en peligro sus propias vidas. Y esta vez el abuelo lobo no puede hacer nada por ayudarlos. Solo hay alguien que puede sacarlos del atolladero, pero ese alguien tiene el corazón de piedra... y tal vez no llegue a tiempo.
7. Un lobo en la Leonera (2009)

Título original: Een weerwolf in de Leeuwenkuil • Editorial: Grupo SM • Primera edición en español: 2012

Jacobo despierta en una cabaña tras una noche de luna llena y no recuerda nada. No sabe quién es, ni dónde está, ni qué ha ocurrido. Entonces aparecen en escena Daniel y Susana, los propietarios de la cabaña (llamada la Leonera) e intentan ayudarle a recordar. Pero Jacobo no tiene mucho tiempo, porque tan pronto como se haga de noche volverá a transformarse en lobo. Y lo peor de todo es que el padre de Daniel y Susana es el director de un zoológico y está en busca de nuevas especies exóticas para su parque...

Daniel y Susana son personajes de otra serie escrita por Paul van Loon (De Leeuwenkuil) que hacen un cameo en esta entrega de Jacobo Lobo. 

## Personajes
- Jacobo Ruiz es el protagonista de la colección. Se trata de un niño corriente que no tiene muchos amigos y suele pasar desapercibido. Pero la noche de su séptimo cumpleaños se transforma de forma mágica en lobo y su vida cambia para siempre. A partir de ese momento deberá esforzarse por aceptar que es distinto a los demás, lo cual no le resulta nada fácil al principio. Pero con el tiempo descubrirá que gracias a la amistad y el cariño de sus amigos no tiene por qué avergonzarse de cómo es y empezará a disfrutar de cada nueva aventura que le ofrece la vida.

- Tino es el mejor amigo de Jacobo. Desde que los padres de Jacobo desaparecieron, los dos viven los dos juntos con los padres de Tino como si fueran hermanos. Tino es un año más mayor que Jacobo y siempre tiene buenos consejos para él. Cuando se encuentran en problemas suele ser él quien encuentra la forma de salir del atolladero.

- Juan (el padre de Tino) es un tipo raro amante de las extravagancias porque según él, las cosas normales son aburridas. Siempre anda vistiéndose con prendas estrambóticas o poniéndose cosas raras en la cabeza: una maceta, rulos, cubreteteras... Juan es como un niño grande y su sueño es convertirse algún día en hombre lobo igual que Jacobo, para ver cómo es eso de transformarse en lobo.

- Luisa (la madre de Tino) es quien lleva las riendas de la familia. Tiene más iniciativa que Juan y es más realista que él. A menudo es ella quien llega en el momento crítico para ayudar a los demás cuando están en apuros. Adora a su marido, al cual acepta como es, con todas sus extravagancias y comportamientos infantiles. Siempre está ahí para los chicos, no sólo para su hijo Tino, sino también para Jacobo y Noura.

- Noura es la amiga más especial de Jacobo desde que se conocieron en clase de gimnasia. Un día, en una excursión, Jacobo muerde accidentalmente a Noura en el cuello, momento a partir del cual también ella empieza a transformarse en lobo cada vez que hay luna llena. Noura es una chica dulce y amable, pero fuerte y con una determinación inquebrantable, siempre dispuesta a cualquier cosa por ayudar a sus amigos.

- El abuelo lobo es un hombre sabio y con mucha experiencia de la vida. Vive en el bosque de los Lobos, en plena naturaleza, aunque a veces va a la ciudad a ver qué tal le va a su nieto Jacobo. Un día decidió no recuperar ya nunca más su aspecto humano y se quedó para siempre en su cuerpo de lobo para disfrutar de la libertad y de la vida al aire libre. Pero esto es algo que sólo pueden hacer los hombres lobo muy mayores, después de muchos años de transformaciones.

- Leo es un primo de Jacobo que también habita en el bosque de los Lobos. Es un joven grande y fuerte que lleva mucho tiempo viviendo en estado semisalvaje, por lo que tiene una forma de hablar un poco extraña. A veces no controla su propia fuerza, lo cual hace que sus muestras de cariño o accesos de rabia sean a menudo muy desproporcionados.

- La señora Maricastaña es una vecina de la familia de Tino. Es la protestona del barrio, una mujer chapada a la antigua que nunca está satisfecha con nada y que no soporta a los niños.